# Fábio Coutinho
Fábio Luís Borgatti Coutinho é um ex-galerista, curador de exposições, gestor e produtor cultural brasileiro. Foi diretor de três museus no Rio Grande do Sul, diretor de projetos especiais na Secretaria de Estado da Cultura, superintendente cultural da Fundação Iberê Camargo e um dos produtores executivos em várias edições da Bienal do Mercosul. 

## Biografia

### Primeiros trabalhos
Nascido em Arroio dos Ratos, iniciou sua carreira na década de 1970 estudando Arquitetura, mas não chegou a se graduar. Entretanto, durante o curso fez um estágio no Museu de Arte do Rio Grande do Sul (MARGS) e atuou como professor de História da Arte. Criou a galeria de arte do Clube do Comércio, que foi uma das principais da cidade em sua época, e depois manteve a Galeria Modus Vivendi e a Galeria Tekne.
Enquanto isso, entrou em contato com Reginaldo Pujol, secretário municipal de Indústria e Comércio, que junto com um grupo de antiquários e personalidades da cultura estavam planejando criar uma feira de antiguidades na cidade. Coutinho foi uma das lideranças do grupo, que veio a fundar o Brique da Redenção no fim da década de 1970, hoje um Patrimônio Cultural do Rio Grande do Sul. No início da década de 1990 desligou-se das galerias e passou a atuar como produtor cultural dirigindo a empresa Tekne Projetos Culturais.

### Museu do Carvão

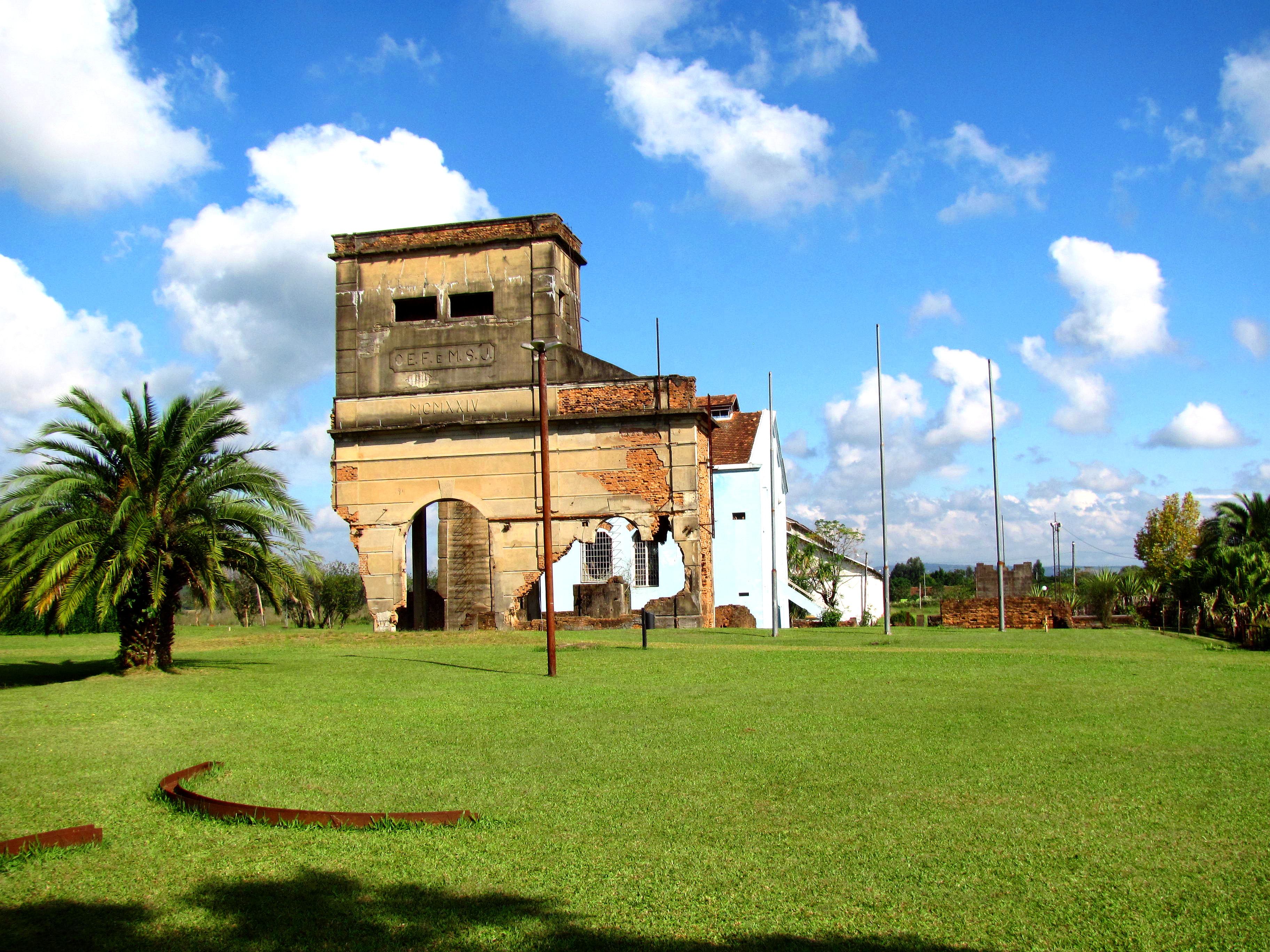
Jardins do Museu do Carvão

Em 1991 foi integrado ao corpo de assessores da direção do Museu do Carvão em Arroio dos Ratos, época em que ainda se encontrava fechado e desestruturado, tendo sido fundado em 1986. Em março de 1992 Coutinho assumiu a direção e obteve verbas para restauração do antigo complexo da usina termoelétrica e adaptação como museu e realização de paisagismo no entorno, possibilitando sua abertura em dezembro de 1994 com a exposição de longa duração Ecos do carvão presentes na cultura, que teve sua curadoria. Segundo Clarissa Wetzel de Oliveira, "na gestão de Coutinho o museu tomou efetivamente forma", e "boa parte do legado atual do museu [está] diretamente associado a este momento". Nas palavras de Alexsandro Witkowski, que também dirigiu o museu, "a paisagem e a ideia da natureza convivendo em harmonia que transmite o atual complexo é uma visão moderna da gestão do ex-diretor Fábio Coutinho. Ele foi diretor na época do governo Alceu Collares e graças a ele aconteceu a primeira requalificação do espaço. Inaugurou-se o prédio dos geradores, que lembra a usina do gasômetro. Ele foi recuperado para ser o local em que aconteceriam exposições. Eles também aterraram e fizeram uma elevação para ser um anfiteatro".

### MACRS
Foi diretor de projetos especiais da Secretaria Estadual da Cultura, e diretor do Museu de Arte Contemporânea do Rio Grande do Sul em 1994, realizando alumas exposições, mas as instituições estaduais atravessavam uma fase conturbada por disputas políticas e Coutinho deixou a direção no ano seguinte, fazendo críticas às direções anteriores por gastarem dinheiro público sem critério, mas foi por sua vez criticado pela pesquisadora Ana Zavadil Machado por descartar catálogos, abrindo lacunas na memória documental do museu.
Em 1999 fez a curadoria da mostra itinerante Vasco Prado, que passou por Brasília, Rio de Janeiro, Pelotas, Passo Fundo, Santa Maria, Novo Hamburgo e Caxias do Sul.

### MARGS

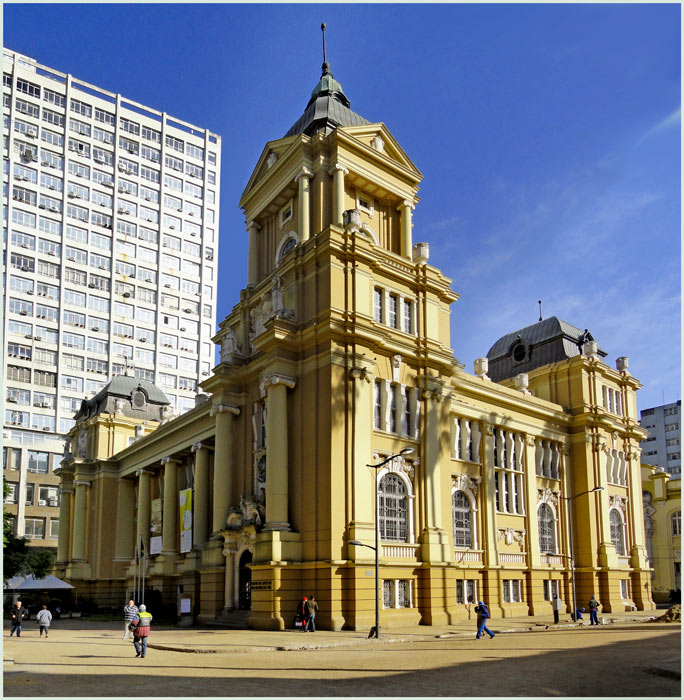
O MARGS

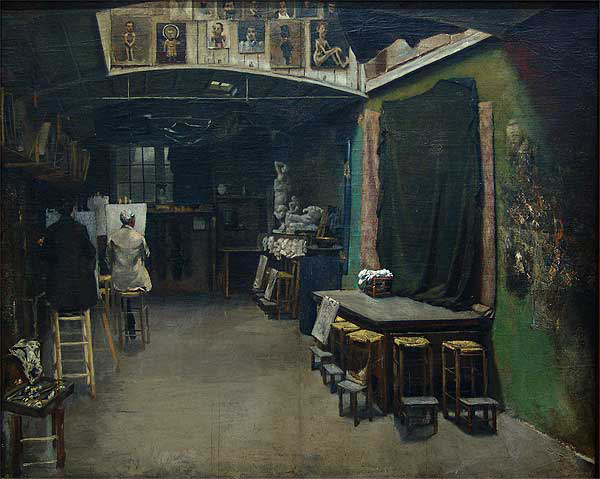
Interior de atelier na Academia Julian, de Pedro Weingärtner, adquirido durante o Projeto Aquisição - Os Precursores

De 1999 a 2002 assumiu a direção do Museu de Arte do Rio Grande do Sul. Coutinho chegou ao MARGS quando o prédio do museu havia sido recém restaurado e adaptado para as exigências da museologia moderna, mas no período imediatamente anterior sua condição como instituição era extremamente precária, com estrutura física comprometida, instalações disfuncionais, poucos funcionários, poucas verbas e uma política museológica defasada e inconsistente. Coutinho atuou numa conjuntura política favorável, quando o governo do estado deu grande atenção ao MARGS, possibilitando renovar e ampliar a equipe de funcionários e injetar recursos. Coutinho atraiu diversos mecenas, que contribuíram com doações de obras e financiamento, e procurou atualizar o museu de acordo com princípios mais avançados.
Implementou diversos projetos de grande alcance e importância, destacando-se a criação do Núcleo de Restauro com uma restauradora permanente; lançamento da Revista do MARGS com ensaios, crítica de arte e informações sobre as atividades da instituição; reorganização do website na internet; o Projeto Informatização do Banco de Dados do Acervo, organizando e digitalizando a base documental do acervo que até então se encontrava em extrema desordem e era pouco acessível; o Projeto Banco de Imagens, ampliando significativamente sua base fotográfica, e o Projeto Aquisição – Os Precursores, que buscou identificar e preencher algumas lacunas mais dramáticas na seção de arte gaúcha, trazendo mais de 100 trabalhos de artistas que não eram representados no acervo do MARGS ou tinham fraca representação. Segundo Ricardo Frantz, coordenador do acervo nesta época, o Projeto Aquisição "tem importância histórica como a primeira declaração de intenções oficial clara e definida, cujo texto original é conhecido, na história das elusivas políticas de acervo do MARGS, e como o primeiro reconhecimento oficial da vocação natural do museu na óptica da Nova Museologia". Também foram publicados três catálogos sobre o acervo.
No campo das exposições destacaram-se o Projeto Itinerâncias, parte de uma iniciativa da Secretaria da Cultura para descentralizar a cultura, com peças representativas da coleção sendo apresentadas em Caxias do Sul, Bagé, Pelotas, Santa Maria e Passo Fundo, a exposição de longa duração Acervo Permanente, montada de modo a reconstituir o percurso histórico das artes gaúchas, atendendo a constantes solicitações do público e de escolas, uma iniciativa aprovada pelo crítico Armindo Trevisan pelo seu valor educativo, e uma série de parcerias institucionais que resultaram em exposições com acervos externos nacionais e internacionais, incluindo De Frans Post a Eliseu Visconti, uma grande seleção de peças do Museu Nacional de Belas Artes; Florença: Tesouros do Renascimento, uma amostra de renascentistas do acervo da Galeria dos Uffizi, e Arte Missioneira, a primeira reunião em larga escala do acervo estatuário missioneiro fora do Museu das Missões, todas realizadas com apuro museográfico, sempre acompanhadas de material informativo, atividades paralelas e substanciais catálogos ilustrados.
Segundo a pesquisadora Bianca Knaak, "este museu de arte foi, durante o governo petista (1999–2002), a grande 'joia da coroa' ", recebendo a maior parte das verbas da Secretaria da Cultura, e "com relatórios de atividades e de frequentação periódicos, indicando números inéditos de visitantes ao museu, o prestígio conquistado pelo marchand e produtor cultural na direção do MARGS junto ao governo petista lhe garantiu potencial autonomia em sua gestão". Ela teceu algumas críticas à sua gestão por essa mesma autonomia, dizendo que "isto significou, dentre outras particularidades, como a facilidade para captação de recursos e parcerias, também o alheamento das atividades do MARGS das orientações e diretrizes do próprio Instituto Estadual de Artes Visuais, expondo e indispondo a sociedade artística porto-alegrense entre aplausos e perplexidades". Por outro lado, segundo Rodolfo Sastre, "nesta época é ressaltada por uma série de pessoas do meio artístico a importante participação de Fábio Coutinho na diretoria de 1999 a 2002, cuja gestão ampliou a participação da comunidade e a credibilidade [do MARGS] entre as instituições e os museus brasileiros".

### Bienal do Mercosul
Ao fim do seu mandato, passou a atuar na Bienal do Mercosul, desenvolvendo diversas atividades de produção executiva em várias edições da mostra. Na 4ª e na 5ª Bienais foi coordenador do Programa Ação Educativa, procurando atrair estudantes, coordenando uma equipe de mais de 180 mediadores e organizando projetos de formação de educadores voltados para professores, e na 6ª foi coordenador da produção executiva e do projeto pedagógico. A partir da 5ª edição o programa educativo começou a ser concebido de forma permanente, e de acordo com Mara Pereira dos Santos, na 6ª edição, que chegou a ser chamada de "Bienal Pedagógica", o programa "foi ainda mais integrado à curadoria, de forma que as ações foram pensadas conjuntamente com uma coordenação pedagógica que dava continuidade ao trabalho iniciado na edição anterior, sem interrupções".

### Fundação Iberê Camargo

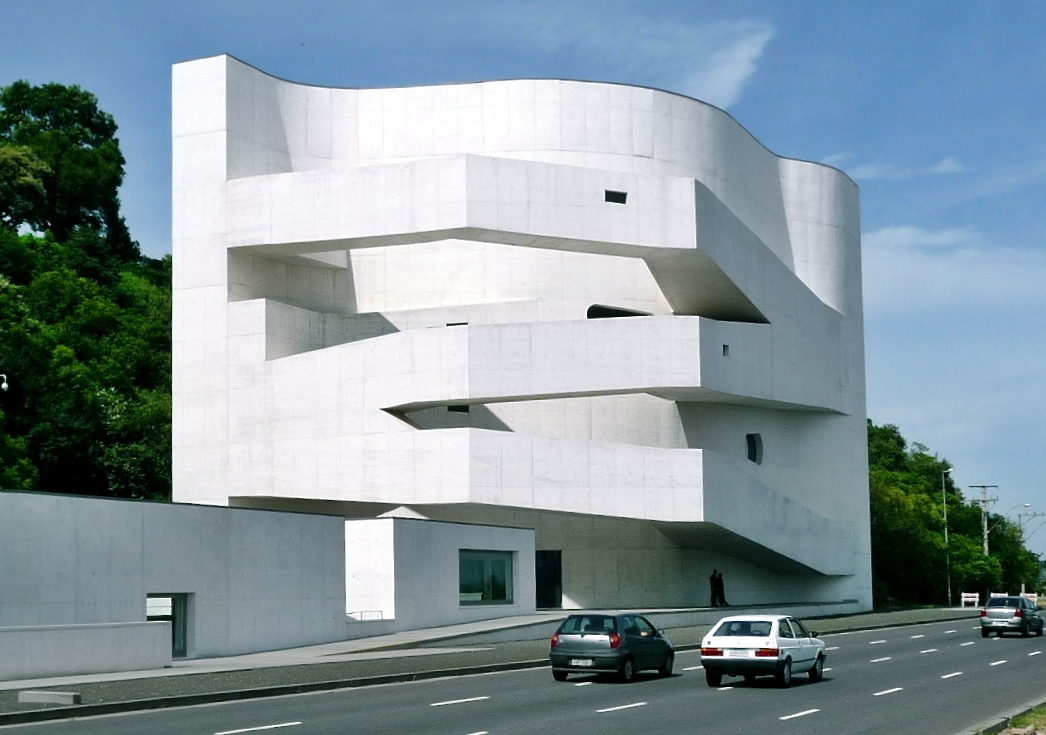
A sede da Fundação

Entre 2007 e 2017 trabalhou na Fundação Iberê Camargo, sendo indicado membro do Comitê de Curadoria e superintendente cultural da Fundação, participando da administração das relações institucionais, da curadoria de exposições temporárias, da organização dos eventos expositivos e projetos educativos.  A Fundação preserva e divulga o legado de um dos principais artistas do estado, e para Ferron & Cohn, que o entrevistaram em 2010 para o projeto Produção Cultural no Brasil, "são muitas as atividades na rotina da Fundação que celebram a memória de Iberê: exposições permanentes e itinerantes, catalogação das obras do artista e até um projeto pedagógico de iniciação para alunos e professores. As iniciativas extrapolam a sede porto-alegrense: por meio do programa para bolsistas, 14 novos artistas formados pela instituição já viajaram para o exterior".
Em 2009, representando a Fundação, participou de seminário promovido pelo IPHAN no Rio de Janeiro debatendo Arte como Patrimônio e Patrimônio como Arte. Foi membro do Comitê Gestor e do Comitê Científico no projeto de pesquisa Economia das Exposições, realizado em 2010 em parceria da Fundação Iberê Camargo, a USP, o Ministério da Cultura e a revista Fórum Permanente, que teve como objetivo "desenvolver um estudo sobre a economia das exposições nas instituições de arte contemporânea no Brasil, que contribua para elaboração de políticas públicas adequadas para o setor e que também constitua uma ferramenta de trabalho para as próprias instituições em suas estratégias de gestão e desenvolvimento". Em 2014 Coutinho coordenou a primeira individual do artista na Itália, contando com 150 obras e curadoria de Alberto Salvadori, diretor artístico do Museu Marino Marini de Florença.Em 2015 a Fundação lançou o Acervo Digital, com imagens de mais de 4 mil obras e centenas de documentos, incluindo catálogos, recortes de jornais e revistas, correspondências, cadernos de notas e fotografias relativos a Iberê. Três mil obras têm imagens de alta resolução, acompanhadas de ficha técnica, histórico e outras informações, disponibilizando para o público um acervo nunca visto antes em exposições. Na ocasião, Coutinho disse que "estamos acompanhando uma tendência seguida pelos principais museus do mundo".
Neste período, em 2010, idealizou e coordenou a primeira retrospectiva póstuma de Xico Stockinger, realizada no Museu de Arte de São Paulo.

## Reconhecimento

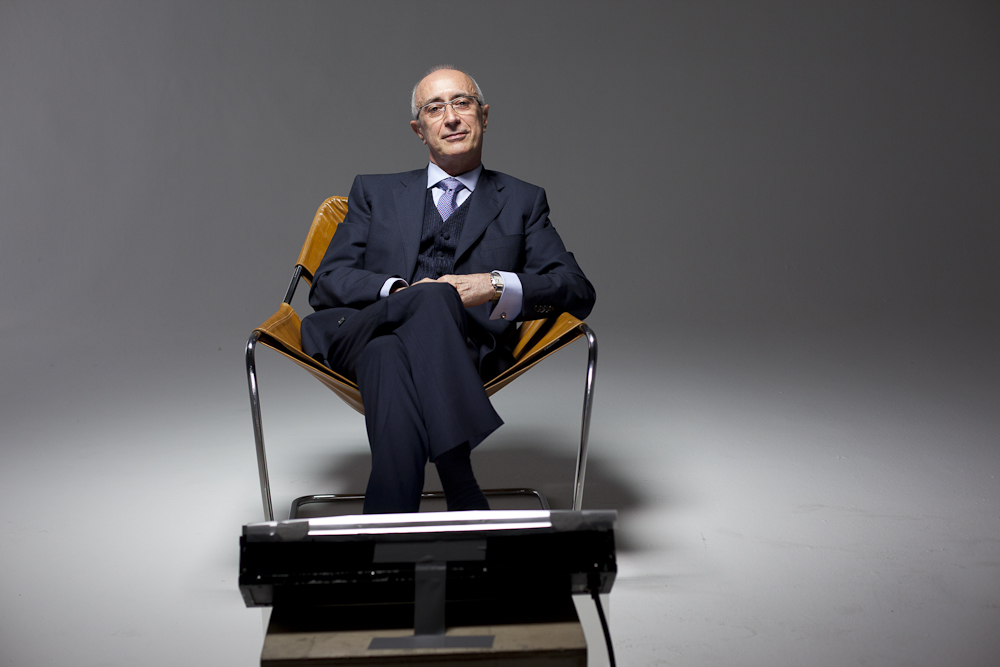
Fábio Coutinho entrevistado para o projeto Produção Cultural no Brasil

Coutinho foi destacado pelo pesquisador Nei Vargas da Rosa, em trabalho sobre estruturas emergentes no sistema de arte, por ter "um percurso consolidado no sistema da arte", e pelo seu "trânsito em importantes plataformas de circulação da arte contemporânea". Segundo Bruna Fetter, "Fábio Coutinho é extremamente bem relacionado e articulado. Em seu perfil aliam-se a visão dos negócios e a experiência em instituições culturais", e para Alice Souza, tem "um largo currículo de atuações importantes e com iniciativas consistentes na tentativa de criar situações de enriquecimento da cena artística"; "podemos dizer que Coutinho é um Homem do Mundo, [...] pois está perfeitamente adaptado às exigências do contexto social do qual faz parte". Foi destacado em 2015 por Paulo Vasconcellos em matéria na revista Valor Econômico pela sua atividade na Fundação Iberê Camargo, como "um gestor com olhar artístico", e pelo seu empenho "em preservar o legado de um dos maiores artistas plásticos brasileiros e em estimular a formação uma nova geração de frequentadores de espaços de arte", contribuindo para "colocar o sul do país no circuito das artes plásticas".